# Roland Dressel
Roland Dressel (* 26. April 1932 in Meerane; †  5. Dezember 2021 in Potsdam) war ein deutscher Kameramann.

## Leben und Werk
Der Sohn des im Zweiten Weltkrieg gefallenen Bäckers Paul Dressel und seiner Ehefrau Liesbet wurde 1953 bis 1954 in Glauchau als Fotograf ausgebildet und arbeitete danach als Standfotograf und Kameraassistent im DEFA-Studio für Spielfilme u. a. mit Günter Haubold, Jan Čuřík, Werner Bergmann und Erich Gusko. Nach einem Fernstudium an der Deutschen Hochschule für Filmkunst, der Betriebsakademie der DEFA, war er 1965 bis 1990 Kameramann im DEFA-Studio für Spielfilme. 
Bild-Experimente in Das zweite Leben des Friedrich Wilhelm Georg Platow wurden ihm als Kamerafehler vorgeworfen. In den nächsten fünf Jahren konnte Dressel keinen weiteren Spielfilm drehen. Das Fernsehen gab ihm jedoch die Möglichkeit zur Erprobung neuer Ideen.
Ab 1977 arbeitete er intensiv mit dem Regisseur Rainer Simon zusammen, später auch mit Roland Gräf.
Seit 1990 war er freischaffender Kameramann. Für seine Arbeit an Michael Gwisdeks Abschied von Agnes erhielt er 1994 den Deutschen Filmpreis. Im Jahr 2017 ehrte ihn die DEFA-Stiftung im Rahmen ihrer Preisverleihung für sein filmkünstlerisches Lebenswerk.

## Filmografie
- 1967: Die Fahne von Kriwoj Rog – Regie: Kurt Maetzig
- 1968: Heißer Sommer – Regie: Joachim Hasler
- 1970: Zwei Briefe an Pospischiel (TV) – Regie: Ralf Kirsten
- 1971: Anlauf (Fernsehfilm)
- 1972: Der Regimentskommandeur (TV) – Regie: Lothar Bellag
- 1973: Zement (Fernsehfilm, zwei Teile)
- 1973: Das zweite Leben des Friedrich Wilhelm Georg Platow – Regie: Siegfried Kühn
- 1975: Die unheilige Sophia (TV) – Regie: Manfred Wekwerth
- 1976: Happy End (TV) – Regie: Manfred Wekwerth
- 1976: Jede Woche Hochzeitstag (Fernsehfilm) – Regie: Klaus Gendries
- 1977: Der gepuderte Mann im bunten Rock lebt gefährlich (TV) – Regie: Klaus Gendries
- 1979: Zünd an, es kommt die Feuerwehr – Regie: Rainer Simon
- 1981/1988: Jadup und Boel – Regie: Rainer Simon
- 1982: Das Fahrrad – Regie: Evelyn Schmidt
- 1983: Das Luftschiff – Regie: Rainer Simon
- 1983: Olle Henry
- 1984: Kaskade rückwärts – Regie: Iris Gusner
- 1984: Die Frau und der Fremde – Regie: Rainer Simon
- 1986: Das Haus am Fluß
- 1988: Fallada – Letztes Kapitel
- 1989: Die Besteigung des Chimborazo – Regie: Rainer Simon
- 1991: Das Land hinterm Regenbogen – Regie: Herwig Kipping
- 1991: Der Fall Ö. – Regie: Rainer Simon
- 1992: Die Spur des Bernsteinzimmers – Regie: Roland Gräf
- 1993: Abschied von Agnes – Regie: Michael Gwisdek
- 1994: Polizeiruf 110: Arme Schweine
- 1996: Mein Herz – niemandem! – Regie: Helma Sanders-Brahms
- 1996: Tatort: Bei Auftritt Mord
- 1998: Das Mambospiel – Regie: Michael Gwisdek
- 2000: Verzweiflung – Liebe bis unter die Haut – Regie: Marcus Lauterbach

## Auszeichnungen
- 1976: Heinrich-Greif-Preis II. Klasse für Die unheilige Sophia im Kollektiv
- 1984: Kamerapreis beim 3. Nationalen Spielfilmfestival der DDR in Karl-Marx-Stadt für Das Luftschiff
- 1986: Heinrich-Greif-Preis für Die Frau und der Fremde im Kollektiv
- 1986: Kamerapreis beim 4. Nationalen Spielfilmfestival der DDR in Karl-Marx-Stadt für Die Frau und der Fremde und Das Haus am Fluß
- 1988: Kamerapreis beim 5. Nationalen Spielfilmfestival der DDR in Karl-Marx-Stadt für Wengler & Söhne und Fallada – letztes Kapitel
- 1994: Filmband in Gold (Kamera) für Abschied von Agnes
- 2017: Preis der DEFA-Stiftung für das filmkünstlerische Lebenswerk